# Gospodarstwo nasienne
Gospodarstwo nasienne – jednostka gospodarcza powołana z zadaniem produkcji materiału siewnego. Produkcja materiału nasiennego w Polsce organizowana jest na terenie indywidualnych gospodarstw rolnych, państwowych gospodarstw rolnych (obecnie Zasoby Własności Rolnej Skarbu Państwa) i rolniczych spółdzielni produkcyjnych.

## Cele organizowania gospodarstwa nasiennego
Gospodarstwo nasienne organizowane jest w celu produkcji materiału siewnego o wyższych stopniach odsiewu (elitarne, kwalifikowane). Wybór gospodarstw nasiennych dokonywany jest na podstawie następujących kryteriów:
- przygotowania zawodowego kierownika gospodarstwa;
- właściwej lokalizacji w skali województwa i kraju;
- zorganizowania w różnych warunkach glebowo-klimatycznych.

Gospodarstwa prowadzą produkcję nasienną na zasadzie kontraktacji (umowy). Materiał do reprodukcji właściciele gospodarstwa otrzymują z Centrali Nasiennej lub innej jednostki organizacyjnej. Materiał siewny wyprodukowany w gospodarstwach nasiennych opatrzony jest atestem Państwowego Inspektoratu Ochrony Roślin i Nasiennictwa.

## Warunki zorganizowania gospodarstwa nasiennego
Gospodarstwo rolne, które ubiega się o zostanie gospodarstwem nasiennym, musi posiadać:
- odpowiednie warunki terenowe – pola o równej powierzchni, o właściwym kształcie i nachyleniu;
- odpowiedni dobór stanowiska przeznaczonego pod plantację nasienną;
- przestrzeganie właściwych zabiegów agrotechnicznych;
- wystarczają liczbę specjalistycznych maszyn i narzędzi rolniczych, w tym zwłaszcza czyszczących i segregujących;
- zapewnione magazyny, spichrze i silosy do przechowywania materiału siewnego i sadzeniaków;
- przygotowany do tej roli personel pomocniczy;
- kwalifikacje specjalistyczne kierownika gospodarstwa.